# شالر (نام خانوادگی)
شالر ممکن است به یکی از موارد زیر اشاره داشته باشد:
- مارک شالر
- گرهارد شالر
- پترا اشمیت شالر